# The Savory Collection 1935–1940

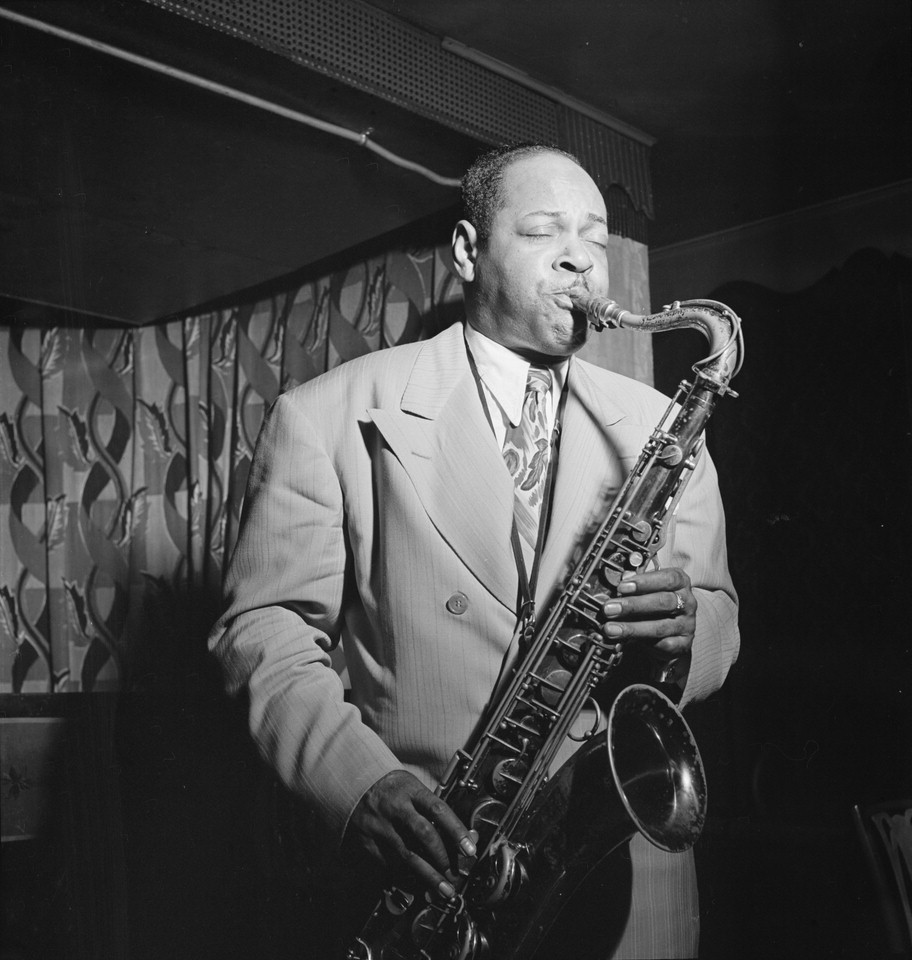
Coleman Hawkins, Foto William P. Gottlieb, 1946

The Savory Collection 1935–1940 ist ein Kompilationsalbum mit Aufnahmen u. a. von Count Basie, Coleman Hawkins, John Kirby, Lester Young, Lionel Hampton, Fats Waller und Teddy Wilson, die zwischen 1935 und 1940 entstanden sind. Der Toningenieur William Savory nutzte professionelles Equipment, um zwischen 1935 und 1941 zu privaten Zwecken Jazzkonzerte und Rundfunksendungen mitzuschneiden. Nach der Entdeckung der Savory-Sammlung in dessen Nachlass wurde sie 2010 vom National Jazz Museum in Harlem erworben. Veröffentlicht ab 2016 zunächst in Einzelausgaben, erschien 2018 eine sechs CDs umfassende Kompilation bei Mosaic Records.

## Hintergrund
Das Material der Kompilation stammt aus der persönlichen Sammlung des nebenberuflichen Tonmeisters William Alcott Savory (1916–2004), der in New York im Hauptberuf Radiosendungen transkribierte. In seiner Freizeit besuchte er die Jazzclubs New Yorks und anderer Städte wie Boston, Asbury Park und Chicago, um Auftritte bekannter Swingmusiker mitzuschneiden. Er nahm auch Rundfunkmitschnitte aus dem Jazzclubs Café Society, Famous Door, Panther Room, Onyx Club und dem Savoy Ballroom auf, außerdem Mitschnitte von Rundfunkprogrammen von WNEW, CBS and NBC mit Jazzstars der Zeit. Die (in der vorliegenden Edition) insgesamt 108 Titel umfassende Sammlung blieb über siebzig Jahre der Öffentlichkeit verborgen. So umfasst The Savory Collection
- 13 Titel des John Kirby Sextetts mit Buster Bailey, Charlie Shavers, Russell Procope, Billy Kyle und O’Neill Spencer;
- Aufnahmen von Chick Webb, Ella Fitzgerald und Roy Eldridge als Gaststars der CBS Rundfunksendung The Saturday Night Swing Club;
- Solo-Improvisationen des Pianisten Joe Sullivan bei einer privaten Party;
- eine bislang unbekannte Liveversion des Jazzklassikers „Body and Soul“ von Coleman Hawkins, aufgenommen im Club Fiesta Danceteria in der 42nd Street sieben Monate nach dessen legendärer Einspielung von 1939;
- Live-Mitschnitte des Count Basie Orchestra mit Lester Young und Herschel Evans;
- Mitschnitte der Rundfunksendung Martin Block Jam Sessions vom Sender WNEW; zu hören sind Lionel Hampton und Herschel Evans, der einen Monat später starb,  Joe Marsala u. a. mit Bobby Hackett und Joe Bushkin, mit Jack Teagarden als Solist mit „Jeepers Creepers“; eine Jamsession von Fats Waller mit Teagarden, Pee Wee Russell, Eddie Condon, Bud Freeman und Charlie Shavers; ferner das Glenn Miller Orchestra mit seinem Hit Tuxedo Junction, einen Tag vor der Studioaufnahme für Bluebird Records;
- Mitschnitte vom Randall’s Island Jazz Festival vom Mai 1938 mit vier Titeln von Count Basie und einem weiteren von Stuff Smith.

Nachdem Savory 2004 gestorben war, entdeckte sein Sohn Eugene Desavouret die Schellack- und Aluminium-Platten im Nachlass seines Vaters – insgesamt 975 Schallplatten. Die Mitschnitte Savorys wurden 2010 an das National Jazz Museum in Harlem übergeben und daraufhin von Scott Wenzel von Mosaic Records gemeinsam mit dem Jazzhistoriker Loren Schoenberg, dem Leiter und Archivar des National Jazz Museum, katalogisiert und von Doug Pomeroy restauriert.

## Rezeption
Die Musikpresse reagierte durchweg positiv auf die Veröffentlichung der Savory Collection; George W. Harris bezeichnete sie (in Anspielung auf den gleichnamigen Kriminalroman von Dashiell Hammett) als den „Malteser Falken des Jazz“. Auch wenn man die meisten Stücke sicher unzählige Male gehört habe, sei da „eine Frische, Energie und ein Enthusiasmus, wie es niemals mehr reproduziert werden könnte.“ Die vorliegenden Aufnahmen hätten die Stimmung des Swing in dem Moment eingefangen, wie er geschaffen und perfektioniert wurde, funkelnd vor Energie, wie es nur in den Entstehungsjahren geschehen konnte, bevor schließlich Schemata und Formelhaftigkeit eingetreten seien.
Giovanni Russonello schrieb begeistert in The New York Times, die Savory-Sammlung sei so etwas wie „der Heilige Gral der Swingära, vielleicht die unterhaltsamste Einzelsammlung, die Jazzfans je gesehen haben.“ Beim Hören der Savory Collection könne man sich vorstellen, wie sich in der Ära des Radios das Gefühl der Verführung eingestellt habe. Russonello hob besonders die lange Liveversion von Coleman Hawkins’ Klassiker „Body and Soul“ aus der Fiesta Danceteria in Manhattan hervor, das überwältigende Schlagzeugspiel Chick Webbs und die zwei vollen CDs mit dem Count Basies Orchester in seiner frühen Phase, darunter der gelungene Auftritt auf dem Carnival of Swing Festival im Jahr 1938.
Nach Ansicht des Koproduzenten Loren Schoenberg ist der Fund der Savory-Sammlung damit zu vergleichen, als hätte man eine bislang unbekanntes Stück von Shakespeare oder einen unbekannten Roman Mark Twains entdeckt. Es sei so etwas Ähnliches wie eine musikalische Zeitkapsel, wie man sie kaum jemals wieder finde werde. Man höre niemals zuvor erlebte Klänge in einer bemerkenswerten Klangqualität.

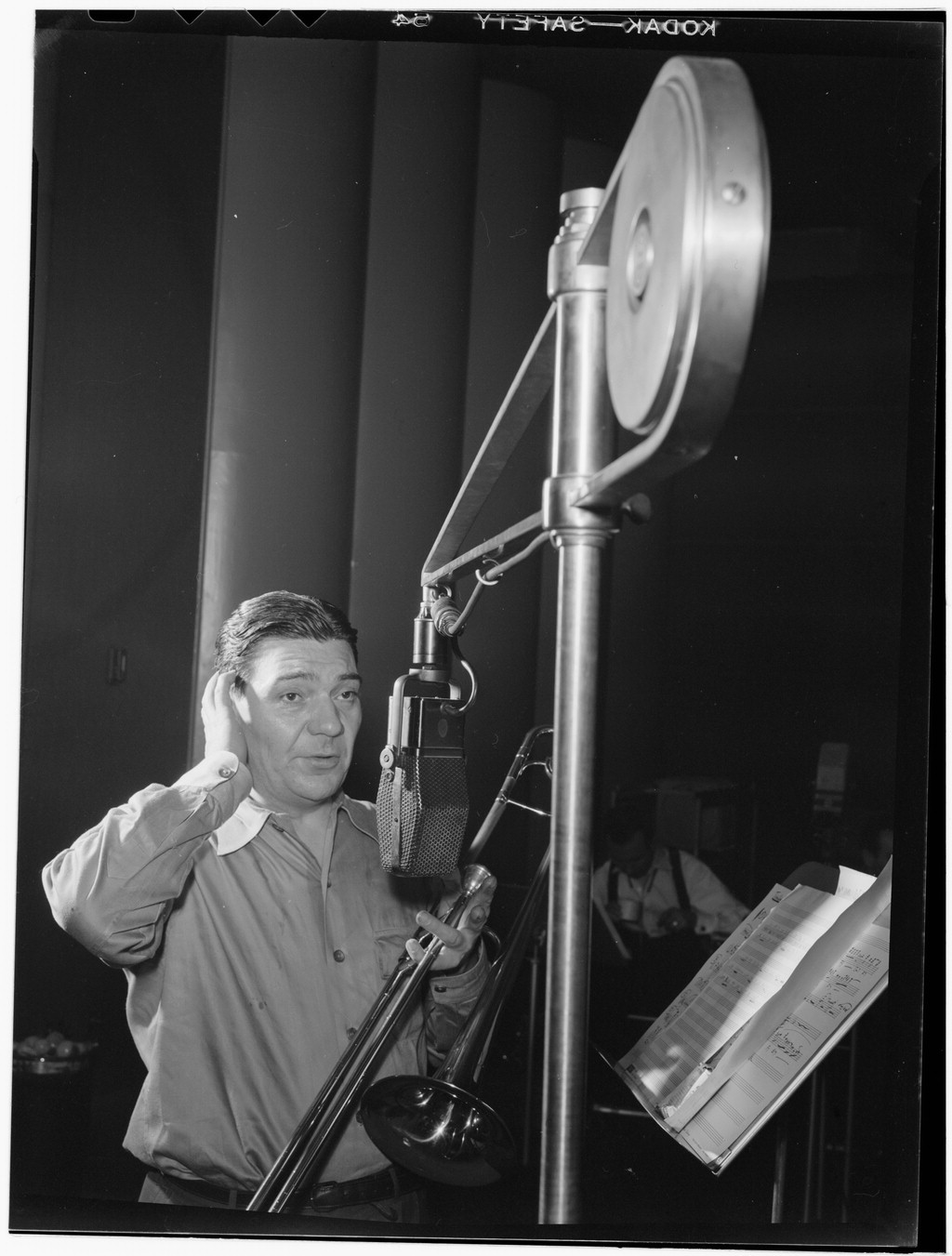
Jack Teagarden, Victor Studio, New York City., ca. Mai 1947. Foto: William P. Gottlieb

Collin Fleming schrieb in JazzTimes über The Savory Collection Vol. 3 – Honeysuckle Rose: Fats Waller and Friends:
„Da ist etwas wunderbar Grobes und Derbes in dieser dritten Folge der Savory Collection“; Kernstück dieser Sammlung sei „eine gewaltige Jamsession“ mit Pee Wee Russell (Klarinette), Bud Freeman (Tenorsaxophon), Jack Teagarden (Posaune und Gesang) und Fats Waller am Piano, seinen Jivegesang verteilend, außerdem Trompeter Charlie Teagarden, Gitarrist Eddie Condon, Bassist Artie Shapiro und Schlagzeuger Zutty Singleton. Dies sei „auf jeden Fall ein Swing Dream Team“. Zu den Höhepunkten dieser Jam-Session nur unter Musikern zählt der Autor Wallers flüssiges Spiel in „Honeysuckle Rose“.
Besonders relevant sind nach Ansicht Collin Flemings auch die zehn Titel von John Kirbys Sextett. „Während man sonst bei Kirbys Musik an etwas massiv Vergeistigtes mit klassischen Schnörkeln“ denke, wurden diese in die Sammlung nicht aufgenommen. Der Autor hebt hier Kirbys bluesige Fassung von Honeysuckle Rose hervor, mit dem Gesang von Leo Watson und dessen Koloraturen bei den Akkordwechseln. Weitere Höhepunkte seien Albert Ammons’ „Boogie Woogie Stomp“, Chick Webbs Version von George Gershwins „Liza“ von 1939 aus dem Café Society mit Roy Eldridge an der Trompete, die Schlagzeugsolos wie nie wieder in Webbs Karriere enthalte und zu den besten perkussiven Momenten in der Geschichte des Jazz zählten.
John McDonough stellte im Down Beat in seiner Besprechung der Ausgabe The Savory Collection Volume 3 dar, wie der Jazz sich stets unwohl in einer geschlossenen Gesellschaft der Akzeptanz gefühlt habe. Stets auf seine kulturelle Autonomie bedacht, habe sich in den späten 1930er-Jahren, als der Swing auf dem Höhepunkt seiner Popularität war, eine Gruppe von Musikern dem „wahren Jazz“ zugewandt, zu dem Zeitpunkt als Basie, Goodman, Ellington, Lester Young und Charlie Christian auf dem Höhepunkt ihrer Karrieren waren und in den Augen der Jazzpuristen zu viele kommerzielle Zugeständnisse machten. Als die ersten Wiederveröffentlichungen des frühen Jazz erschienen waren, entdeckten Rebellen um Eddie Condon als deren Advokat und Publizist den Dixieland als eine Art Retro-Avantgarde, weg vom Jazz-Pop-Mainstream. Die Jam-Sessions von Fats Waller, Eddie Condon, Albert Ammons und anderen auf der Savory Collection zeigten mit ihrer Impulsivität und Spontaneität die Fähigkeiten dieser Bands.

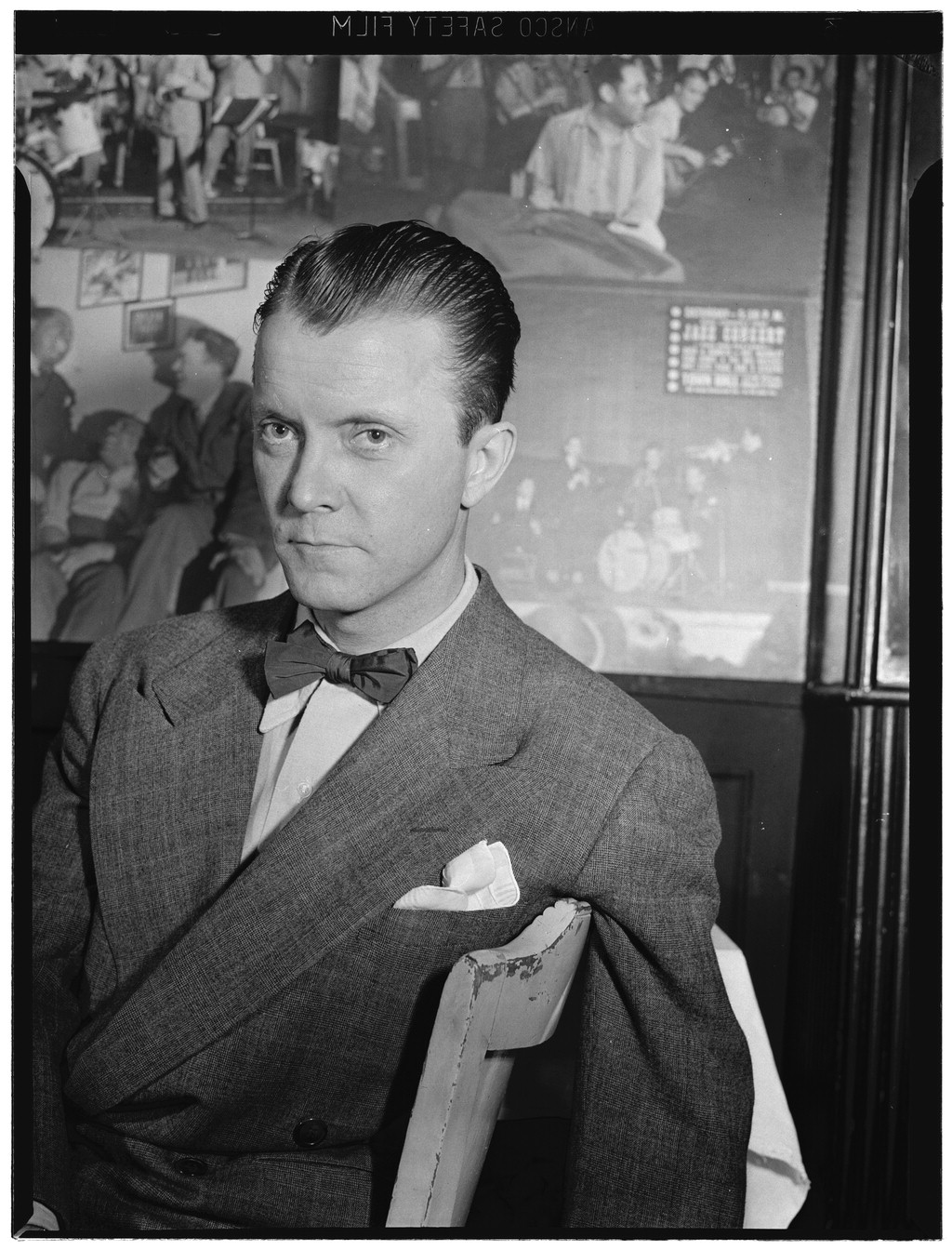
Eddie Condon, in seinem Jazzclub Eddie Condon’s, New York, ca. Juni 1946. Foto William P. Gottlieb

So sei zum Beispiel der Titel „Boogie Woogie“ „mit seinem schlurfenden Bass und einfachen Riffs, 1939 genauso retro wie der Ragtime; ein archaischer Kontrast zu der nuancenreichen Modernität eines Teddy Wilson und Art Tatum.“ Einer der Pioniere dieses Stils, Albert Ammons, ist mit „Boogie Woogie Stomp“ zu hören, „im Grunde genommen ein Piano-Stück, das schließlich Basis vom Tommy Dorseys  „Boogie Woogie“ von 1937 und in der Kriegszeit unsterblich mit „Boogie Woogie Bugle Boy“ der Andrews Sisters wurde. Hier ist es, wiederentdeckt aber in seiner ursprünglichen Kneipenstimmung.“
Der Autor geht auch besonders auf die von Eddie Condon organisierten Sessions ein, mit Jack und Charlie Teagarden, Pee Wee Russell, Bud Freeman und dem Gaststar Fats Waller. Eingefangen seien lockeres Ensemblespiel und unbeschwerte Soli, von denen die Puristen der Swingära geglaubt hätten, die Bigbands könnten dies nicht liefern. Zusammen mit Waller, Russell und der schlüpfrigen Eleganz Jack Teagardens seien alle in kämpferischer Form; die lodernde Energie und Substanz strafe die formelhaften Stereotypen des Dixieland Lügen. Als Beispiel nennt McDonough das kurze „China Boy“ mit dem Klarinettisten Edmond Hall.
Hingegen spiegelten die beiden Mitschnitte des Benny Carter Orchestra die mehr zeitgenössischen Standards der Swingära, ebenso wie die knisternden Soli Roy Eldridges mit der CBS Hausband der Saturday Night Swing Club show.
Auf der Schwelle zur Zukunft (des Jazz) befinden sich nach Ansicht McDonoughs die zehn prickelnden Stücke des John Kirby Sextetts von dessen CBS-Show. Während der Condon-Zweig der Jazzwelt die Freiheit der Hingabe in einem kleinen Ensemble vorziehe, bevorzuge diese Gruppe eng gestrickte Miniaturen mit der Disziplin einer Bigband.
Die Seele des Kirby-Sounds habe mit Charlie Shavers sein Zentrum gehabt, dessen gestopfte Trompete dem Mechanismus der komplizierten Musik eine chirurgische, meist zarte Präzision auferlegt habe. Shavers schrieb auch den Großteil des Repertoires, zu dem Standards wie „Undecided“ und „Pastel Blue“ gehören (letzteren verarbeitete Thelonious Monk in seiner Komposition „Blue Monk“). Shavers und der Pianist Billy Kyle besäßen eine anregende Frische wie in den swingenden Nummern „Rehearsin’ for a Nervous Breakdown“ und „Front and Center“ zu hören. Die gehaltvollen Arrangements sollten Bestandteil jedes Jazzstudienprogramm sein, resümiert McDonough.
Ende 2018 erhielt die Savory Collection den Prix de la Meilleure Réédition der französischen Académie du Jazz. Beim NPR Jazz Critics Poll kam das Album in der Kategorie Rare Avis auf den vierten Platz, vor Charles Mingus’ Jazz in Detroit/Strata Concert Gallery/46 Selden.

## Titelliste
- The Savory Collection 1935–1940 (Mosaic 622)

### Disc I
- Coleman Hawkins Orchestra, wahrscheinlich mit Bill Dillard, Joe Guy, Tommy Lindsay (tp), Claude Jones, Earl Hardy, Billy Kato (tb), Jackie Fields, Eustice Moore (as), Ernie Powell (cl, ts), Coleman Hawkins, Kermit Scott (ts), Gene Rodgers (p), Lawrence Lucie (git), Johnny Williams (b), Art Herbert (d), Thelma Carpenter (vcl), Dan McCullough (Ansager). Mitschnitt des Rundfunksenders MBS aus der Fiesta Danceteria, NYC, 17. Mai 1940

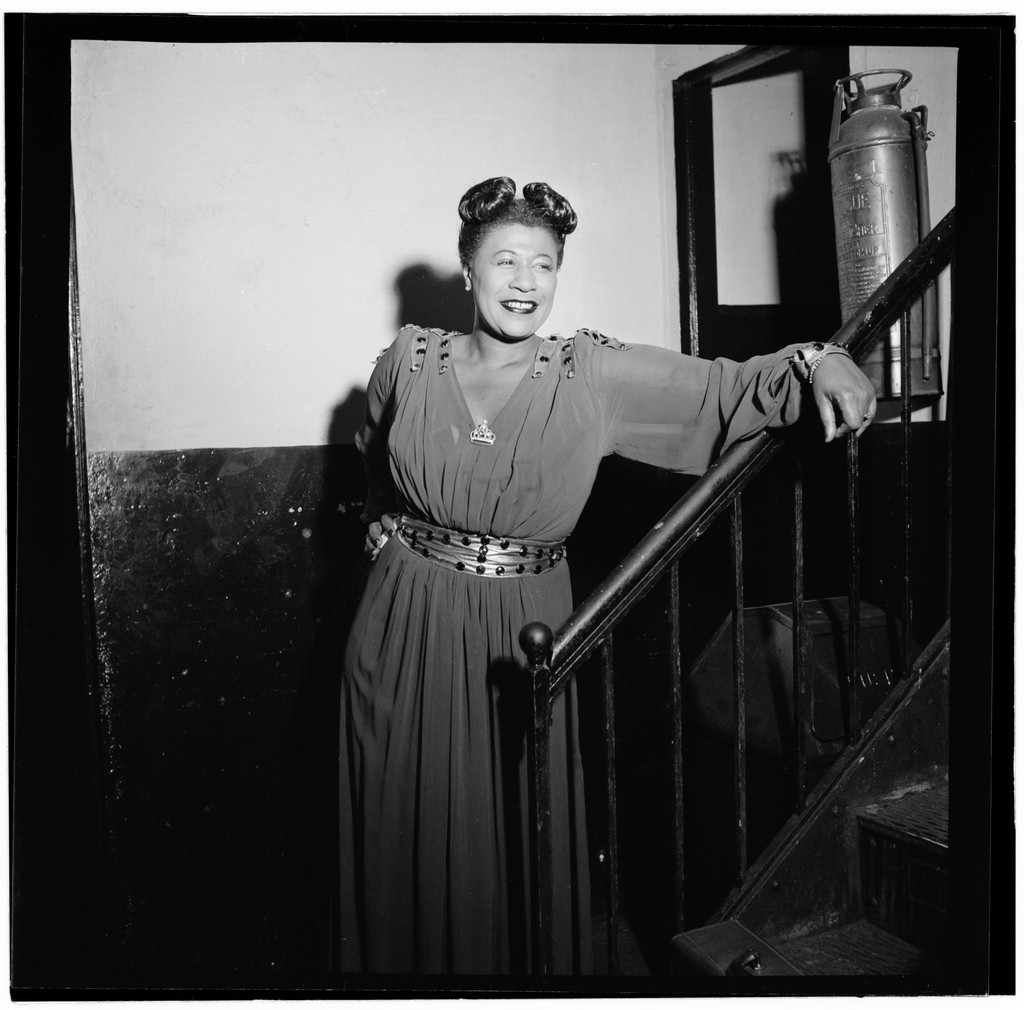
Ella Fitzgerald, New York, ca. Nov. 1946 (Foto William P. Gottlieb)

1. Body and Soul (Heyman-Sour-Eyton-Green) 5:51

2. Basin Street Blues (Spencer Williams) 5:50

3. Lazy Butterfly (Coleman Hawkins) 1:03
- Ella Fitzgerald – Rundfunksendung Saturday Night Swing Club. CBS Studios, NYC, 13. August 1938 (Wie II,1)

4. A-Tiskit, A-Tasket (E. Fitzgerald-Van Alexander) 2:22

5. (I’ve Been) Saving Myself for You (Cahn-Chaplin-Fox) 2:50
- Fats Waller and His Rhythm, mit Herman Autrey (tp), Gene Sedric (cl, ts), Fats Waller (p, vcl), Al Casey (git), Cedric Wallace (kb), Slick Jones (dr), Lyle Van (Ansager). Mitschnitt einer Livesendeung des NBC-Red Network aus dem Yacht Club, NYC, 22. Oktober 1938

6. Yacht Club Swing (theme and intro) (Autrey-Johnson-Waller), Hold My Hand (J.C. Johnson-F. Waller) 3:39

7. I Haven’t Changed a Thing (Goldsen-Mills-Nemo) 3:56
8. (Medley):
- - Summer Souvenirs (J. Fred Coots-C. Newman)
  - Who Blew Out The Flame? (Sammy Fain-Mitchell Parish) 5:38

9. (Medley):
- - You Must Have Been a Beautiful Baby (Johnny Mercer-H. Warren)
  - Sixty Seconds Got Together (Mack David-Jay Livingston) 3:44

10. I’ve Got a Pocketful of Dreams (Johnny Burke-James V. Monaco) 2:26

11. When I Go A-Dreaming (B. Reichner-C. Boland) 2:50

12. Alligator Crawl (Fats Waller) 1:38

13. The Spider and the Fly (Johnson-Razaf-Waller) 2:40
- Lionel Hampton Jam Session, mit Charlie Shavers (tp), Vernon Brown (tb), Dave Matthews (as), Herschel Evans (ts), Lionel Hampton (vib, p-1, vcl), Howard Smith (p), Milt Hinton (kb), Cozy Cole (dr), Martin Block (Ansager).  Rundfunksendung Make Believe Ballroom, WNEW Studios, NYC, 28. Dezember 1938

14. Dinah  (Lewis-Young-Akst) 7:01

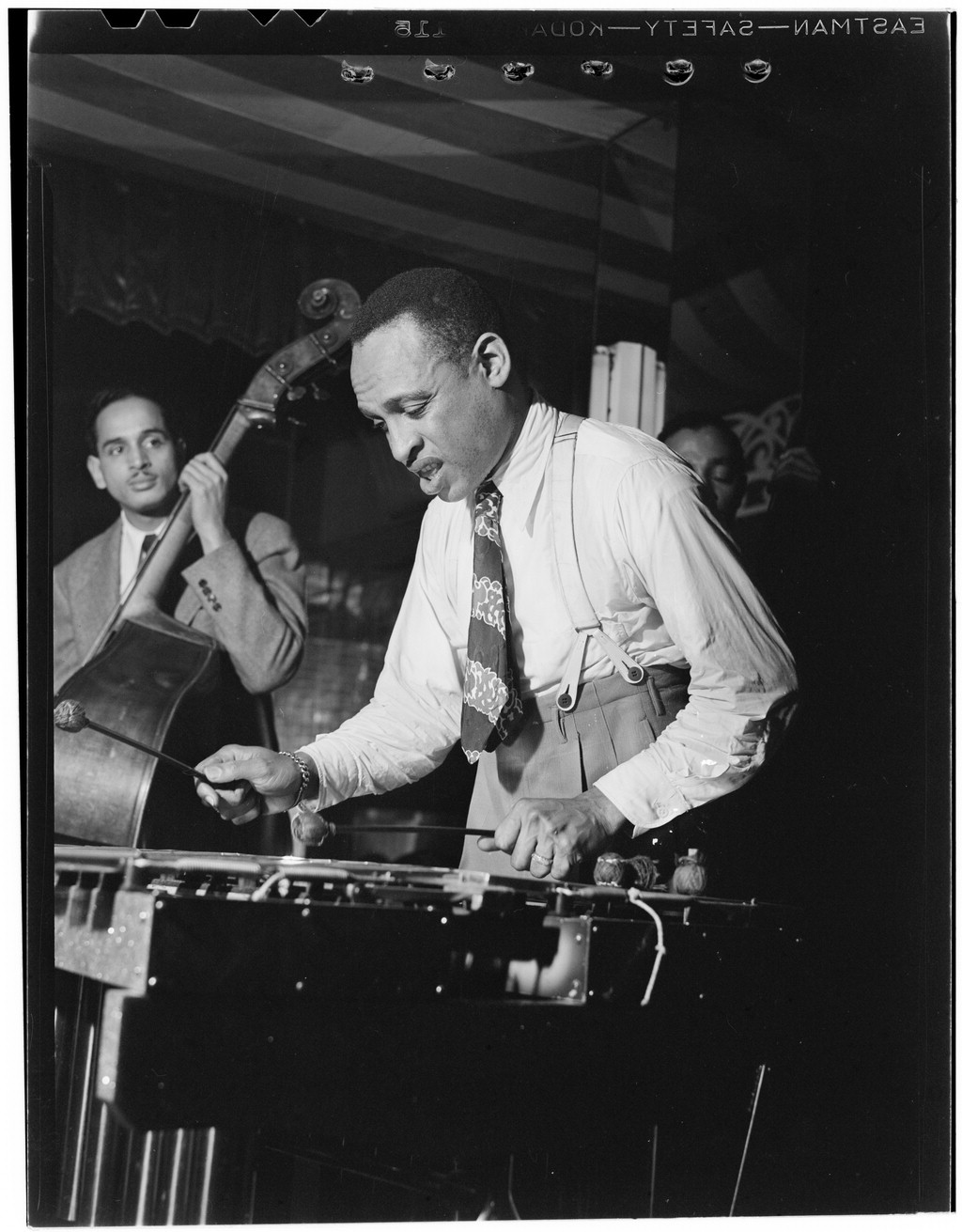
Lionel Hampton, Aquarium, New York, ca. Juni 1946. Foto: William P. Gottlieb

15. Star Dust (Hoagy Carmichael-M. Parish) 2:58

16. Chinatown, My Chinatown (William Jerome-Jean Schwartz) 2:25

17. Blues (improvisation) (9:52)

18. Rosetta (Earl Hines-H. Woode) 4:06
- Carl Kress & Dick McDonough, Rundfunksendung Swingtime at NBC,  NBC Studios, NYC, 29. März 1936

19. Heat Wave (Irving Berlin) 2:20
- Emilio Caceres Trio, mit Ernie Caceres (cl, bari), Emilio Caceres (vln), Johnny Gomez (git). NYC, 19. Oktober 1937

20. China Boy  (Phil Boutelje-Richard Winfree) 2:26

### Disc II
- Albert Ammons –  Albert Ammons (p), Henry Turner oder Johnny Williams (kb), Ed Dougherty oder Johnny Wells (dr). WNEW-Mitschnitt aus dem Café Society, New York City, 14. Dezember 1939

1. Boogie Woogie Stomp (Albert Ammons) 3:03
- Roy Eldridge[10] Rundfunksendung Saturday Night Swing Club. CBS Studios, NYC, 13. August 1938

2. Body and Soul (Heyman-Sour-Eyton-Green) 4:23
- Roy Eldridge/Chick Webb (dto.)

3. Liza (Gershwin-Gershwin-Kahn) 2:03
- Fats Waller Jam Session, mit Charlie Teagarden (tp), Jack Teagarden (tb, vcl), Pee Wee Russell (cl), Bud Freeman (ts), Fats Waller (p, vcl), Eddie Condon (git), Artie Shapiro (kb), Zutty Singleton (dr), Martin Block (Ansager). Rundfunksendung Make Believe Ballroom. WNEW Studios, NYC, 23. November 1938

4. Honeysuckle Rose (F. Waller-A. Razaf) 6:31

5. China Boy (P. Boutelje-R. Winfree) 5:53

6. I’m Comin’ Virginia (W.M. Cook-D. Heywood) 4:35

7. Blues (improvisation) 5:24

8. I Got Rhythm (George Gershwin-Ira Gershwin) 2:05

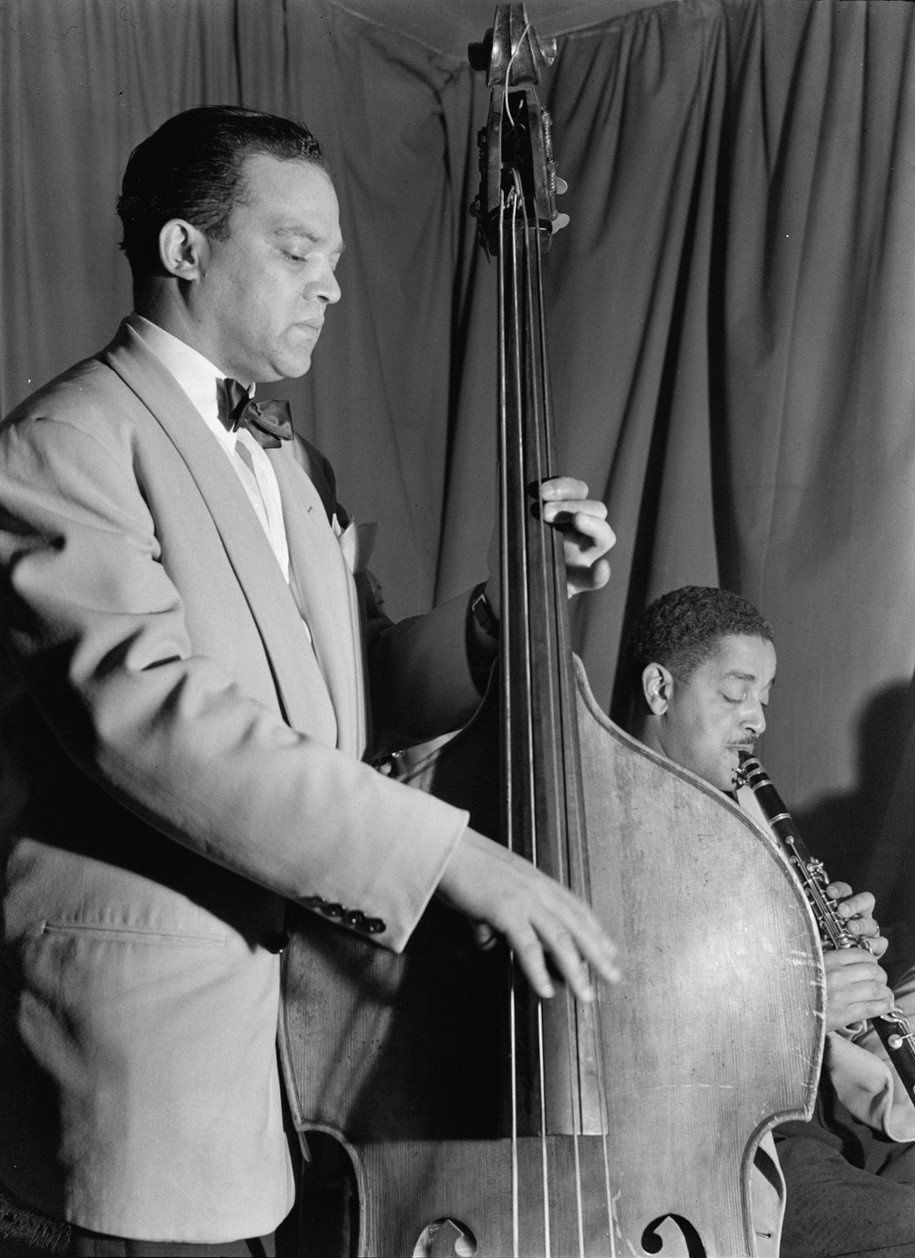
John Kirby und Buster Bailey, Washington D.C., ca. Mai 1946.
Fotografie von William P. Gottlieb.

- John Kirby Sextett, mit Charlie Shavers (tp), Buster Bailey (cl), Russell Procope (as), Billy Kyle (p), John Kirby (b), O’Neil Spencer (dr),  Flow Gently, Rundfunksendung Flow Gently, Sweet Rhythm, CBS Studios, NYC, 28. Juli 1940

9. From a Flat to C (Billy Kyle) 2:39
- John Kirby, Flow Gently, Sweet Rhythm, CBS Studios, NYC, 4. August 1940

10. Blues Petite (Charlie Shavers) 3:43
- John Kirby, Rundfunksendung Flow Gently, Sweet Rhythm, CBS Studios, NYC, 23. Juni 1940

11. Front and Center (C. Shavers-J. Kirby) 2:51
- John Kirby[11] Rundfunksendung Flow Gently, Sweet Rhythm. CBS Studios, NYC, 2. Juni 1940

12. Effervescent Blues (Charlie Shavers) 2:43
- John Kirby (wie 10.)

13. Minnie the Moocher’s Wedding Day (Ted Koehler-Harold Arlen) 2:23
- John Kirby (wie 12.)

14. Echoes of Harlem (Duke Ellington) 3:36
- John Kirby,  Flow Gently, Sweet Rhythm, CBS Studios, NYC, 14. Juli 1940

15. Boogie Woogie (Pinetop Smith) 2:56
- John Kirby (wie 12.)

16. Milumbu (Charlie Shavers) 3:23
- John Kirby (wie 9.)

17. Rehearsin' for a Nervous Breakdown (Charlie Shavers) 3:27
- John Kirby Sextett, mit  Leo Watson (vcl). Mitschnitt des Senders WNEW, Onyx Club.

18. Honeysuckle Rose (F. Waller-A. Razaf) 1:07
- Benny Carter Orchestra, mit Lincoln Mills, Joe Thomas, Archie Johnson, Bobby Woodlen, Louis Bacon (tp), Tyree Glenn (tb, vib), Vic Dickenson, Jimmy Archey (tb), Benny Carter (as, tp, arr), Jimmy Powell, Carl Frye (as), Ernie Powell, Castor McCord, Sammy Davis (ts), Eddie Heywood (p), Ulysses Livingston, Arnold Adams (git), Hayes Alvis (b), Henry Morrison, Ted Fields, Keg Purnell (dr). Rundfunksendung von NBC-Blue (später ABC)aus dem Savoy Ballroom, NYC, 17. April 1939

19. More Than You Know (Rose-Eliscu-Youmans) 4:26

20. Honeysuckle Rose (F. Waller-A. Razaf) 1:21
- Joe Sullivan Band mit Murph Steinberg (tp), Ed Hall (cl), Danny Polo (ts), Joe Sullivan (p), Henry Turner (kb), Johnny Wells (dr) Mitschnitt des Senders WNEW NYC, 14. Dezember 1939

21. China Boy (P. Boutelje-R. Winfree) 1:28

### Disc III
- Joe Marsala Jam Session, mit Bobby Hackett (cor), Joe Marsala (cl), Ernie Caceres (bar), Joe Bushkin (p), Carmen Mastren (git), Sam Shoobe (kb), George Wettling (dr), Martin Block (Ansager). Rundfunksendung Make Believe Ballroom. WNEW Studios, NYC, 7. Dezember 1938

1. Jazz Me Blues (Tom Delaney) 5:26

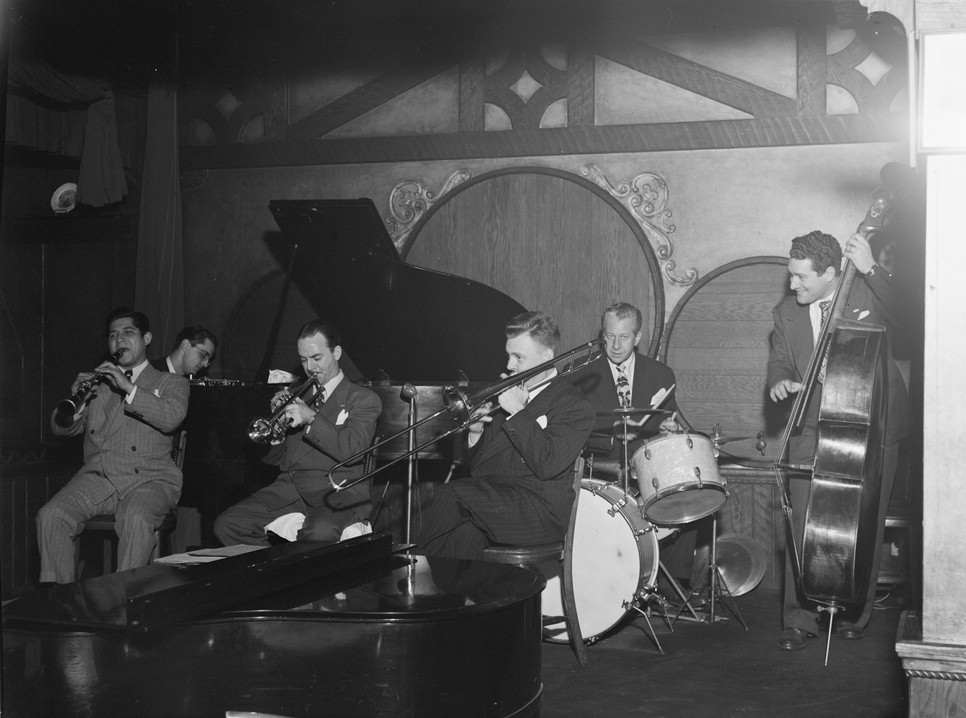
Von links: Ernie Caceres, Bobby Hackett, Freddie Ohms und George Wettling, Nick’s, NYC, 1940er Jahre.
Fotografie von William P. Gottlieb.

2. California, Here I Come (DeSylva-Jolson-Meyer) 6:53

3. When Did You Leave Heaven? (W. Bullock-Richard Whiting) 7:21

4. The Sheik of Araby (H. Smith-T. Snyder) 4:42
- Bobby Hackett mit Henry Levine (tp), Jack Epstein (tb), Alfie Evans (cl), Rudolph Adler (ts), Mario Janarro (p), Tony Colucci (git), Harry Patent (kb), Nat Levine (dr). Chamber Music of Lower Basin Street. NBC Studios, NYC, 23. Juni 1940

5. Body and Soul (Heyman-Sour-Eyton-Green) 2:12
- Bobby Hackett mit Brad Gowans (v-tb), Pee Wee Russell (cl), Dave Bowman (p), Eddie Condon (git), Clyde Newcombe (kb), Andy Picard (dr). Chesterfield Time, Übertragung aus den CBS Studios, NYC, 17. August 1938

6. Embraceable You (G. Gershwin-I. Gershwin) 2:48

7. Muskrat Ramble (Armstrong-Gilbert-Ory) 2:09
- Jack Teagarden Jam Session, mit Charlie Shavers (tp), Jack Teagarden (tb, vcl), Kenneth Hollon (ts, 8), Bill Miller (p), Teddy Bunn (git), Johnny Williams (kb), Leo Watson (dr, vcl), Johnny Mercer (vcl). Rundfunksendung Make Believe Ballroom. WNEW Studios, NYC, 11. Januar 1939

8. Honeysuckle Rose (F. Waller-A. Razaf) 5:04

9. Jeepers Creepers (Johnny Mercer-Harry Warren) 6:10
- Mildred Bailey mit Paul Whiteman and his Orchestra, 19. September 1935[12]

10. My Melancholy Baby (Norton-Watson-Burnett) 3:41

11. Truckin' (Rudy Bloom-Ted Koehler) 2:41
- Mildred Bailey mit Stew Pletcher (tp), Donald McCook (cl), Herbie Haymer (ts), Red Norvo (xyl), Ram Ramirez (p), Dave Barbour (git), Pete Peterson (kb), Maurice Purtill (dr); Mitschnitt der Rundfunkendeung  Swingtime at NBC, NBC Studios, NYC, 29. März 1936

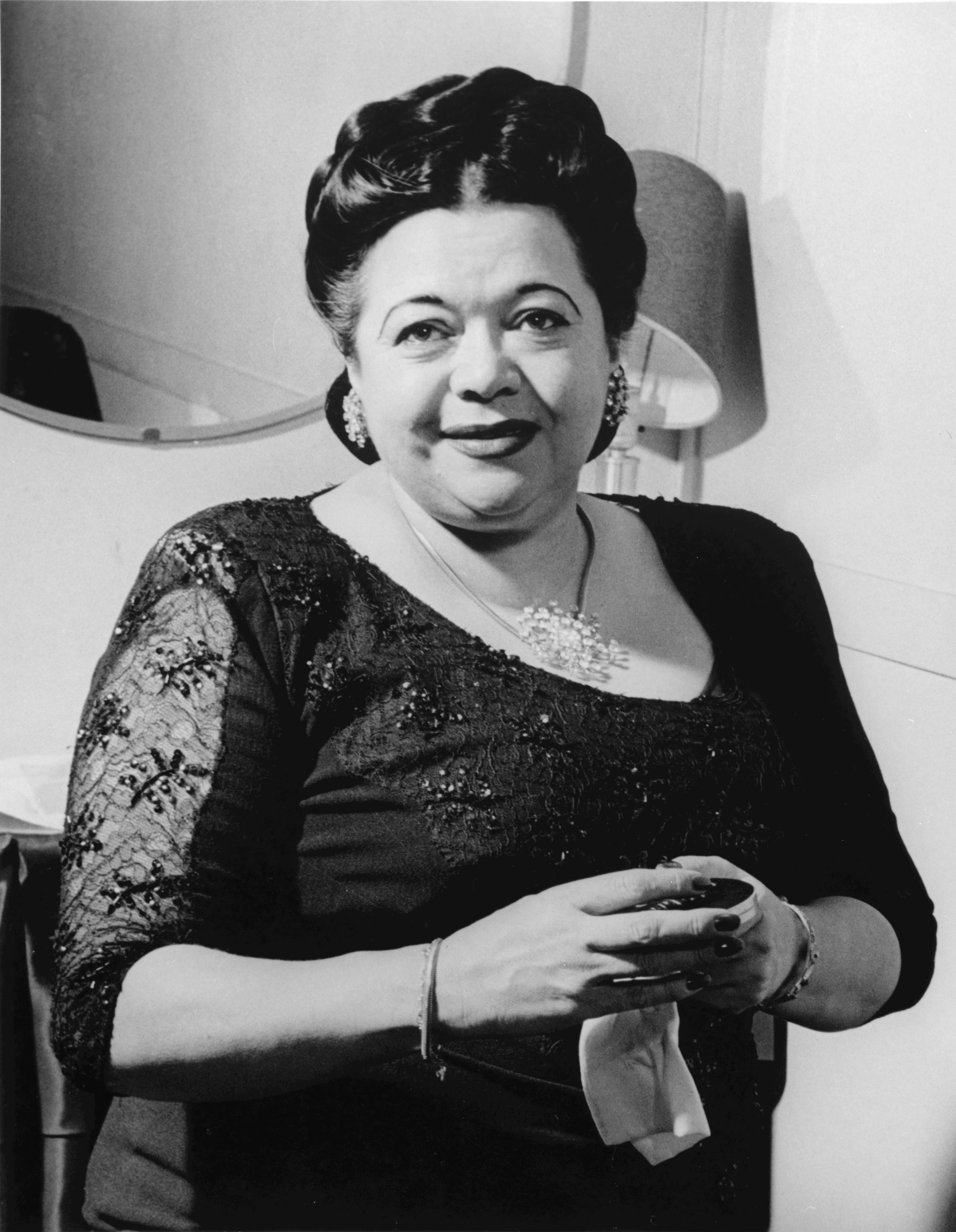
Mildred Bailey (Foto: Gottlieb).

12. Rockin’ Chair (theme) (Hoagy Carmichael) – More Than You Know (Rose-Eliscu-Youmans) 4:14

13. The Day I Let You Get Away (Seymour-Bunch-Lawnhurst) 2:08
- Stuff Smith and His Onxy Club Boys, mit Jonah Jones (tp), Ben Webster (ts), Clyde Hart (p), Stuff Smith (vln), Bobby Bennett (g), Mack Walker (b), Cozy Cole (dr) Mitschnitt der  WNEW-Übertragung vom Carnival of Swing Festival, Randall’s Island, NY, May 29, 1938

14. Crescendo in Drums (Edgar Battle) 3:57
- Stuff Smith & His Onxy Club Boys, mit Jonah Jones (tp, vcl), Stuff Smith (vln, vcl), James Sherman (p), Bobby Bennett (git), Mack Walker (kb), Cozy Cole (dr).  Rundfunksendung Swingtime at NBC. NBC Studios, NYC, 29. März 1936

15. I’se A’ Muggin (Stuff Smith) 2:28

### Disc IV
- Teddy Wilson and His Orchestra, mit Karl George, Shorty Baker, Doc Cheatham (tp), Floyd Brady, Jake Wiley (tb), Rudy Powell (cl, as, arr), Pete Clark (as, bari), Ben Webster, George Irish (ts), Teddy Wilson (p, arr), Al Casey (git), Al Hall (kb), J. C. Heard (dr). Rundfunksendung des MBS aus dem Golden Gate Ballroom, NYC, 29. Dezember 1939

1. Cocoanut Groove (Rudy Powell) 2:17

2. Jitterbug Jump (E. Battle-I. Miller) 4:28

3. Sweet Lorraine  (M. Parrish-C. Burwell) 3:48
- Glenn Miller Orchestra[13] Rundfunkübertragung des Senders MBS aus dem Reade’s Casino, Asbury Park, New Jersey, 7. Juli 1938

4. By the Waters of the Minnetonka (Thurlow Lieurance) 4:42
- Glenn Miller Orchestra[14] Mitschnitt der Martin Block 5th Anniversary Show des Senders WNEW aus dem Ambassador Hotel, NYC, 3. Februar 1940

5. Tuxedo Junction (Hawkins-Dash-Johnson) 4:20

6. In the Mood (Joe Garland) 3:16
- Joe Sullivan Band, mit Henry Levine (tp), Jack Epstein (tb), Alfie Evans (cl), Rudolph Adler (ts), Joe Sullivan (p), Tony Colucci (g), Harry Patent (kb), Nat Levine (dr).Rundfunksendung Chamber Music Of Lower Basin Street. NBC Studios, NYC, 26. Mai 1940

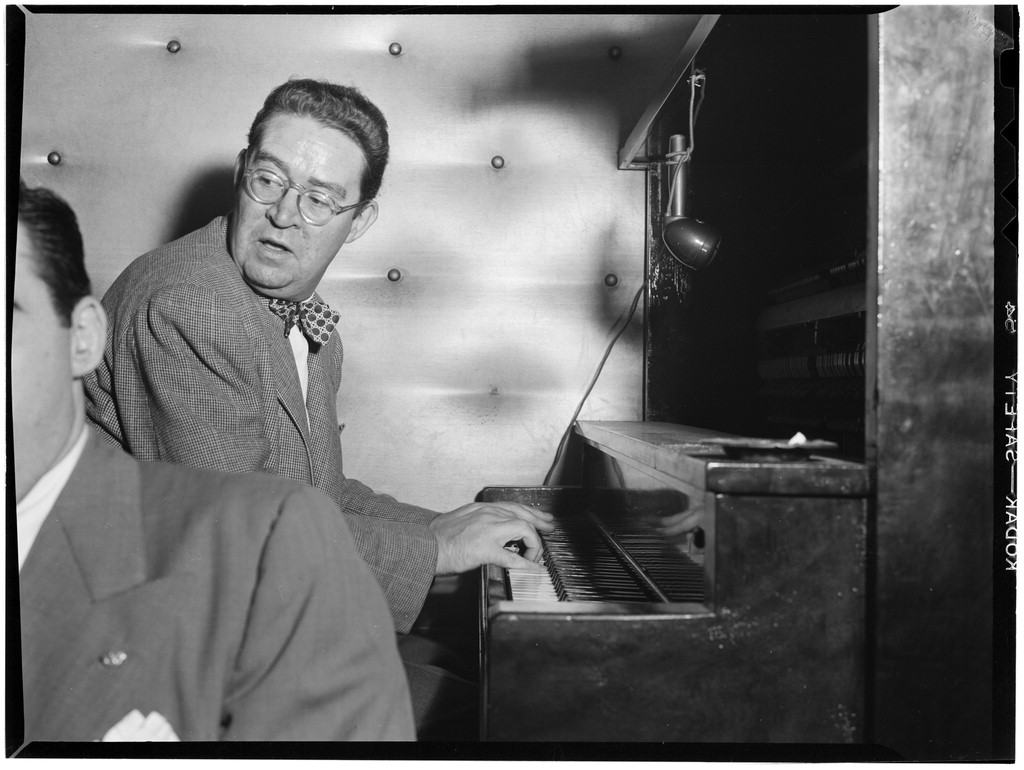
Joe Sullivan, ca. Januar 1947. Foto: William P. Gottlieb.

7. Gin Mill Blues (Joe Sullivan) 3:08
- Joe Sullivan, mit John Scott Trotter and his Orchestra.[15] Rundfunksendung Kraft Music Hall. NBC Studios, Hollywood, 1. Januar 1938

8. Just Strollin' (Joe Sullivan) 1:33

9. Little Rock Getaway (Joe Sullivan) 2:16
- Joe Sullivan Piano solo. Private Party, unbekannter Ort, 28. Januar 1940

10. Improvisation #1 (Joe Sullivan) 10:00

11. Improvisation #2 (Joe Sullivan) 7:11

12. Improvisation #3 (Joe Sullivan) 2:29

13. Improvisation #4 (Joe Sullivan) 5:12

### Disc V
- Count Basie Orchestra mit Ed Lewis, Buck Clayton, Harry Edison (tp), Benny Morton (tb), Eddie Durham (tb, arr), Dan Minor (tb), Earle Warren (as), Lester Young, Herschel Evans (cl, ts), Jack Washington (as, bari), Count Basie (p), Freddie Green (git), Walter Page (kb), Jo Jones (dr), Helen Humes, Jimmy Rushing (vcl), Buster Smith (arr), Martin Block (Ansager). Mitschnitt des Senders                                                                                                                                                                        WNEW vom Carnival Of Swing Festival, Randall’s Island, NY, 29. Mai 1938.

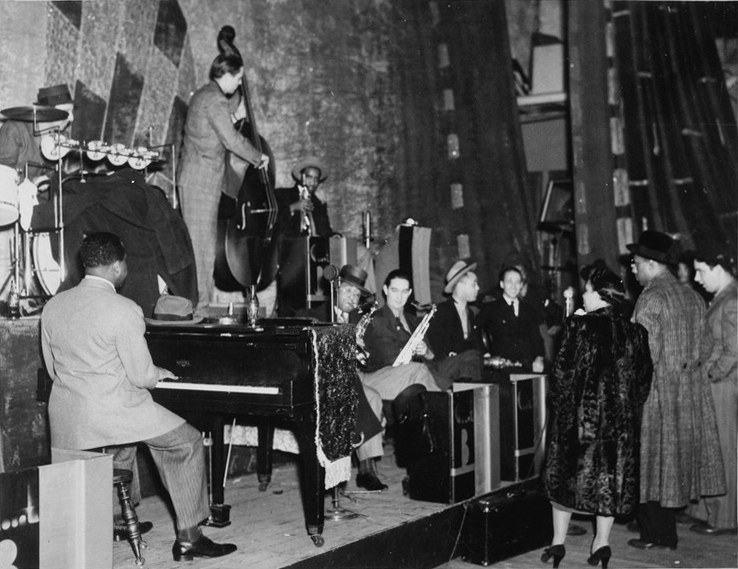
Count Basie, Ray Bauduc, Bob Haggart, Harry Edison, Herschel Evans, Eddie Miller, Lester Young, Matty Matlock, June Richmond, and Bob Crosby, Howard Theater, Washington, D.C., ca. 1941. Fotografie von William P. Gottlieb

1. One O’Clock Jump (Count Basie) 4:38

2. Every Tub (C. Basie-Eddie Durham) 3:07

3. Boogie Woogie (Pinetop Smith) 2:00

4. Farewell Blues (Mares-Ropollo-Schoebel) – Moten Swing (closing theme) (B. Moten-B. Moten) 3:35
- Count Basie Orchestra – Wie 1.-4., Dicky Wells (tb) ersetzt Eddie Durham. Übertragung des Rundfunksenders CBS aus dem Club Famous Door, NYC, 18. August 1938

5. I Ain't Got Nobody (Graham-Williams-Peyton) 3:09 (Jimmy Rushing, Gesang)

6. Every Tub (C. Basie-E. Durham) 2:47
- Count Basie Orchestra[16] – CBS-Mitschnitt aus dem Famous Door, NYC, 28. August 1938

7. Honeysuckle Rose (F. Waller-A. Razaf) 4:06
- Count Basie Orchestra – CBS, Famous Door, NYC, 30. August 1938

8. Stop Beatin' Around the Mulberry Bush (B. Reichner-C. Boland) 4:01
- Count Basie Orchestra – CBS, Famous Door, NYC, 31. August 1938

9. Roseland Shuffle (Count Basie) 2:17

10. Texas Shuffle (E. Battle-H. Evans) 4:48

11. Alexander’s Ragtime Band (Irving Berlin) 2:00

12. St. Louis Blues (W. C. Handy) 4:19 (Jimmy Rushing, Gesang)
- Count Basie Orchestra – CBS, Famous Door, NYC, 11. Oktober 1938

13. Rosetta (E. Hines-H. Woode) 3:31

14. Blue and Sentimental (Basie-David-Livingston) 3:25 (Helen Humes, Gesang)

15. He Ain't Got Rhythm (Irving Berlin) 2:40 (Jimmy Rushing, Gesang)

16. Moten Swing (B. Moten-B. Moten) 3:06
- Count Basie Orchestra – CBS, Famous Door, NYC, 12. Oktober 1938

17. Harlem Shout (Eddie Durham) 3:08

18. Oh, Lady Be Good (G. Gershwin-I. Gershwin) 2:28

### Disc VI

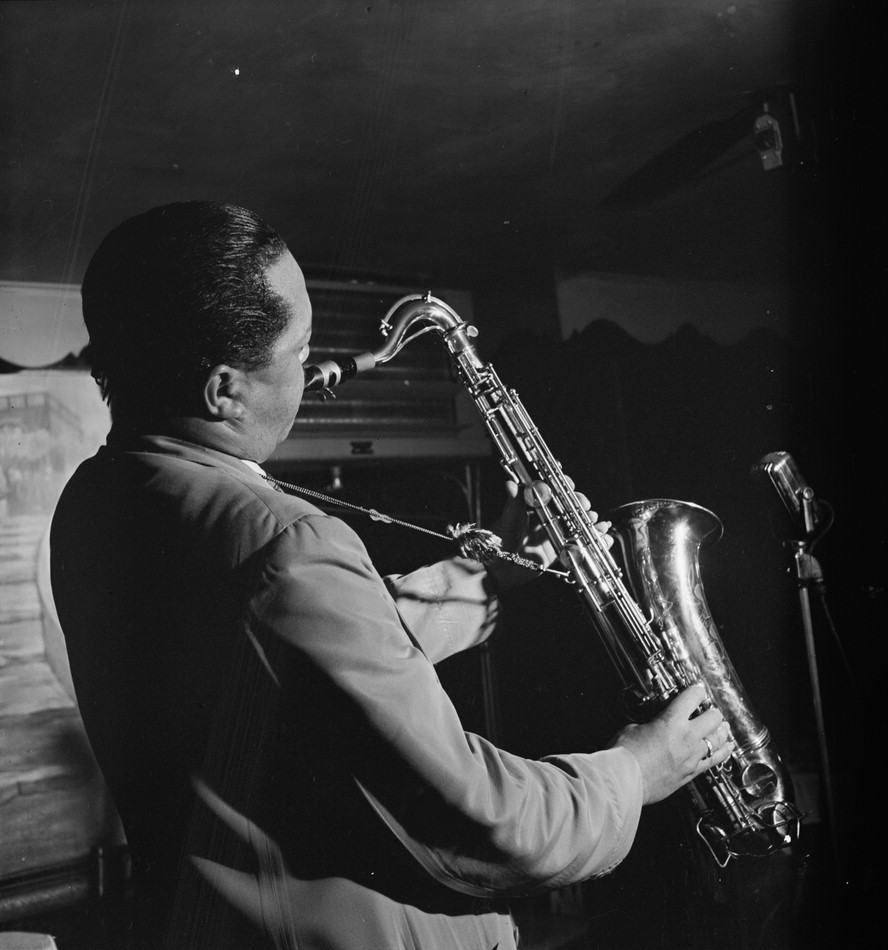
Lester Young, Auftritt im New Yorker Famous Door, ca. September 1946. Fotografie von William P. Gottlieb.

- Count Basie Orchestra – CBS, Famous Door, NYC, 19. Oktober 1938

1. Limehouse Blues (P. Braham-D. Furber) 2:33

2. Texas Shuffle (E. Battle-H. Evans) 4:22

3. Russian Lullaby (Irving Berlin) 2:25 (Jimmy Rushing, Gesang)
- Count Basie Orchestra – CBS, Famous Door, NYC, 30. Oktober 1938

4. Shout and Feel It (Count Basie) 2:17
- Count Basie Orchestra – CBS, Famous Door, NYC, 2. November 1938

5. Good Morning Blues (Basie-Durham-Rushing) 3:05

6. Limehouse Blues (P. Braham-D. Furber) 2:25
- Count Basie Orchestra – CBS, Famous Door, NYC, 6. November 1938

7. I Never Knew (Ted Fiorito-Gus Kahn) 2:22 (Jimmy Rushing, Gesang)
- Count Basie Orchestra mit Ed Lewis, Shad Collins, Buck Clayton, Harry Edison (tp), Benny Morton, Dicky Wells, Dan Minor (tb), Earle Warren (as), Lester Young, Buddy Tate (cl, ts), Jack Washington (as, bari), Count Basie (p), Freddie Green (g), Walter Page (b), Jo Jones (dr), Jimmy Rushing (vcl), Eddie Durham, Andy Gibson, Buster Smith (arr). CBS-Mitschnitt, Columbia Dance Hour. 2. April 1939.

8. One O' Clock Jump (#2) (Count Basie) 2:49

9. Sent for You Yesterday (Basie-Durham-Rushing) 3:24 (Jimmy Rushing, Gesang)

10. Swingin the Blues (C. Basie-E. Durham) 3:43
- Count Basie Orchestra – NBC, Panther Room, Chicago, 19. Mai 1939

11. Every Tub (C. Basie-E. Durham) 3:09

12. Jumpin' at the Woodside (Count Basie) 4:12

13. Pound Cake (H. Edison-C. Basie) 2:45

14. Roseland Shuffle (Count Basie) 1:38

15. Boogie Woogie (#2) (Pinetop Smith) 3:02

16. Pannasie Stomp (Count Basie) 4:32

17. Oh, Lady Be Good (#2) (G. Gershwin-I. Gershwin) 2:51
- Count Basie Orchestra – Rundfunkmitschnitt aus Man With a Band, New Yprk City, 19. Dezember 1939

18. The Apple Jump (#1) (Count Basie) 2:41
- Count Basie Orchestra, mit Al Killian, Ed Lewis, Harry Edison, Buck Clayton (tp), Vic Dickenson, Dicky Wells, Dan Minor (tb), Earle Warren (as), Lester Young, Buddy Tate (cl, ts), Jack Washington (as, bari), Count Basie (p), Freddie Green (g), Walter Page (b), Jo Jones (d), Andy Gibson (arr).  NBC-Mitschnitt aus dem Southland Ballroom, Boston, 28. Februar 1940

19. The Apple Jump (#2) (Count Basie) 3:03

20. I Never Knew (#2) (Ted Fiorito-Gus Kahn) 3:27

21. Bugle Call Rag (Schoebel-Meyers-Pettis) 2:42

## Von den Herausgebern verwendetes Referenzmaterial
Das folgende Referenzmaterial wurde zur Erstellung der Diskographie verwendet:
- All Of Me – The Complete Discography Of Louis Armstrong by Jos Willems (Scarecrow Press, 2006);
- Bing – His Legendary Years 1931–1957 (Discography used for the booklet in the 4 CD set MCA-10887);
- Count Basie: A Bio-Discography by Chris Sheridan (Greenwood Press);
- Ella Fitzgerald: An Annotated Discography by J. Wilfred Johnson (McFarland & Co., 2006);
- Fats Waller – “On The Air”: The Radio Broadcasts & Discography by Steven Taylor (Scarecrow Press);
- The Jazz Discography by Tom Lord (Lord Music Reference, Inc.);
- Moonlight Serenade: A Bio-discography of the Glenn Miller Civilian Band by John Flower (Arlington House);
- Paul Whiteman – Pioneer In American Music (Volume 2) (1930–1967) by Don Rayno (Scarecrow Press);
- Swing Era Scrapbook: The Teenage Diaries And Radio Logs Of Bob Inman, 1936–1938 by Bob Inman and Ken Vail (Scarecrow Press);
- Website www.newspapers.com
- Marc Cantor’s Jazz On Film website

## Editorischer Hinweis
Einzelne Titel erschienen zuvor auf LPs, wie auf der Kompilation Small Band Jazz Volume II: The Famous 1940–1941 Broadcasts: Chamber Society Of Lower Basin Street (Fanfare 23-123), The Saturday Night Swing Club Is on the Air (Fanfare 17-117), Chick Webb: Bronzeville Stomp (Jazz Archives JA-33) und Paul Whiteman and his Chesterfield Orchestra Featuring Jack Teagarden. Mr. Music (MMCD-7008).
2016 erschienen bei The National Jazz Museum in Harlem/Apple Music die Kompilationen The National Jazz Museum in Harlem Presents the Savory Collection, Vol. 1 – Body and Soul: Coleman Hawkins & Friends (mit den Titeln von Ella Fitzgerald, Lionel Hampton, Coleman Hawkins, und Fats Waller) The Savory Collection, Vol. 2 – Jumpin' at the Woodside: The Count Basie Orchestra (feat. Lester Young) und The Savory Collection, Vol. 3 – Fats Waller & Friends. 2017 folgte die Kompilation The Savory Collection Volume 4: Bobby Hackett and Friends.

## Audio- und Video-Dokumente zur Savory Collection
- Introducing The Savory Collection Vol. 3: Honeysuckle Rose. Jazz Museum in Harlem, 11. Mai 2017, abgerufen am 1. September 2018 (englisch).
- Videos zur Savory Collection. savoryjazz.org, 23. August 2017, abgerufen am 1. September 2018 (englisch).
- The Savory Collection (incl. dem NY Times Video: Rescuing a Lost Era of Jazz History). Jazz Museum in Harlem, abgerufen am 1. September 2018 (englisch).